# 近藤善揮
近藤 善揮（こんどう よしき、1967年12月11日 - ）は日本の俳優。本名、善樹。

## 人物・来歴
新潟県出身。身長188cm。特技は詩、ボクシング、英会話。趣味は映画鑑賞、読書、オートバイ。
1986年、京都大学西部講堂にてアングラ劇団でデビュー。立命館大学産業社会学部中退後、1990年に松田正隆の劇団「時空劇場」結成に参加。1997年、劇団解散と共にフリーとなる。2000年より東京に拠点を移す。
2021 個人事務所 OFFICE BIG Y 設立

## 出演作

### TV
- 『コウノトリ何故紅い』（NHK・2001）
- 『史上最悪のデート』（日本テレビ・2001）
- 『世にも奇妙な物語'08春の特別篇・フラッシュバック』（フジテレビ・2008）
- 『リアル鬼ごっこ THE ORIGIN』（テレビ埼玉他・2013）
- 『アイアングランマ』(NHK・BS・2015)

### 映画
- 『ハードな奴ら』（2003）加賀賢三監督
- 『乙女は羨む夢を見る』（2003）坂井田俊監督
- 『少年』（2003）旦雄二監督
- 『あの世』[1]（2004）小谷隆監督
- 『THE THEME PARK』（2004） 西本悟朗監督、金佑宣プロデュース
- 『囚人プロレス』[2]（2005）戸梶圭太監督
- 『探偵事務所5〜失楽園〜]』（2005）林海象監督
- 『探偵事務所5〜送り火・右左〜 』（2006） 林海象監督
- 『SPIRAL』（2007）不破真依監督
- 『蟻が空を飛ぶ日』（2008）野火明監督
- 『ハマ野毛ナイトテイル三部作第一夜「俺にさわるな!」』（2008）
- 『沈黙の隣人』（2010）増田俊樹監督
- 『どんずまり便器』（2010）小栗はるひ監督
- 『冷たい部屋』[3](2010)平田大輔監督
- 『安楽島』 (2011) 鈴木光監督 ※2012シネドライブ シアターセブン賞受賞
- 『電話の向こう側』(2012) 増田俊樹 監督
- 『ゼウスの法廷』[4]（2012）高橋玄監督
- 『アスペルガーレイヴ』(2013)遠藤一平監督
- 『凍牌〜裏レート麻雀闘牌録〜全日本竜鳳位トーナメント篇』 (2013) 小沼雄一監督
- 『THE NEXT GENERATION -パトレイバー-』（2014）押井守監督
- 『まなざし』(2015) 卜部敦史監督
- 『脱脱脱脱17』(2016)  松本花奈監督  高校校長役  ※2016ゆうばり国際ファンタスティック映画祭  審査員特別賞受賞
- 『トータスの旅』(2016)永山正史監督 ※2017ゆうばり国際ファンタスティック映画祭 グランプリ受賞
- 『はめられて Road to Love』(2016)横山翔一監督 ※2017ゆうばり国際ファンタスティック映画祭 北海道知事賞受賞
- 『新橋探偵物語』(2018)横山翔一監督　権座社長役
- 『強がりカポナータ』（2019年12月、横山翔一監督） - 幾多郎 役[5][6]
- 『ギャル番外地２　またシメさせてもらいます』（2020年10月23日、オーピー映画）[7]
- 『トリカゴ』（2021年公開、中田圭監督）
- 『こぼれ落ちた夜』（2021年、オーピー映画）竹洞哲也監督 - 宮本輝樹 役
- 『マニアックドライバー』（2021年、ゆうばりファンタスティック映画祭上映）光武蔵人監督
- 『新橋探偵物語 駅前サウナの怪人編』（2021年11月6日、オーピー映画）横山翔一監督
- 『されどはまぐり』（2021年11月18日、オーピー映画）竹洞哲也監督 - 関川元成 役[8]
- 『カニの夢を見る』(2022年5月より無期限ロングラン上映中)GEN TAKAHASHI 監督-ミスターキャッシュ 役
- 『新橋探偵物語2 ダブルリボルバーラヴ』（2022年12月3日、オーピー映画） - 権座我鳴 役[9]

### 舞台
- 『紙屋悦子の青春』（1991）作・演出/松田正隆　時空劇場公演
- 『坂の上の家』（1992）作・演出/松田正隆　時空劇場公演（第1回OMS戯曲賞受賞）
- 『月の岬』（1995）作・松田正隆／演出・平田オリザ　月の岬プロジェクト公演（第5回読売演劇賞最優秀作品賞受賞、大阪府舞台芸術奨励賞、十三夜会奨励賞受賞）
- 『夏休み』（1996）作・内藤祐敬（南河内万歳一座）、演出・いのうえひでのり（劇団★新感線）（第3回OMS戯曲賞受賞作品）
- 『夏のランナー』（1997）作・演出/マキノノゾミ（平成9年読売文学賞受賞）劇団MOP公演
- 『愛と誠』（2003）原作・梶原一騎/脚色・演出　高取英　 音楽J・A・シーザー　月蝕歌劇団公演
- 『静かなるドン』（2004）原作/新田たつお　脚色・演出/高取英　音楽/J・A・シーザー
- 演会『裏・偉人伝』（2004）作・演出/吉高寿男　シアター風姿花伝
- 『家畜人ヤプー』（2005）原作・沼正三/脚色・演出　高取英  音楽J・A・シーザー　月蝕歌劇団公演
- 『イリノイのリンカン』（2009）作＝ロバート・E・シャーウッド、訳＝荒井良雄、演出＝吉岩正晴 俳優座劇場
- 二期会Week in サントリーホール「愉しみの刻」（2009）〜クルト・パイユが贈るフランスへの旅〜 　主演：P・ヴェルレーヌ役　サントリーホール

### ウェブドラマ
- 全裸監督2（2021年6月24日 全話配信、Netflix） - 第8話
- アウフヘーベンの唄（2021年 Amazon primeにてレンタル配信）横山翔一監督-益良雄 役
- 真・透明変態人間　美女を襲う透明香水の甘い罠（2022年9月2日、シネポップ、シネマファスト）北野役[10]